# Cnemidaria bella
Cnemidaria bella là một loài thực vật có mạch trong họ Cyatheaceae. Loài này được (Mett.) R.M. Tryon mô tả khoa học đầu tiên năm 1970.